# Nystalea marona
Nystalea marona är en fjärilsart som beskrevs av William Schaus 1905. Nystalea marona ingår i släktet Nystalea och familjen tandspinnare. Inga underarter finns listade i Catalogue of Life.